# Průmyslový palác
Průmyslový palác (v letech 1948–1990 Sjezdový palác) je prosklená stavba s ocelovou konstrukcí, dominanta areálu Výstaviště Praha v Bubenči. Byla postavena pro Jubilejní zemskou výstavu v roce 1891. Budovu navrhli architekt Bedřich Münzberger a inženýr František Prášil. Jednalo se o první montovanou ocelovou konstrukci kombinovanou se sklem v českých zemích.

## Historie

### Vznik a podoba
Budova, kterou navrhl český architekt Bedřich Münzberger, byla postavena v roce 1891 u příležitosti Jubilejní zemské výstavy. Münzberger chtěl původně vytvořit klasickou stavbu z cihel a omítky, ale pod vlivem mladých architektů, ovlivněných pařížskou Světovou výstavou z roku 1889 a tamní architekturou (např. Eiffelova věž) nakonec navrhl kombinaci tradiční a železné konstrukce, v českých zemích do té doby nevídanou.
Palác tvoří bohatě prosklená ocelová konstrukce, kterou doplnily zděné fasády a čtyři pylonové věže v rozích střední části. Nad střední částí se klene střešní kopule a věž s hodinami a točitým schodištěm uprostřed ve volném prostoru, s nejvyšším bodem 51 metrů nad terénem. Vyhlídka na vrcholu věže byla (v té době) za poplatek přístupná veřejnosti. Ve dvou nikách na hlavním průčelí se nacházely plastiky císařů Leopolda II. a Františka Josefa I. a v horní věži byla umístěna císařská koruna, spolu s dalšími prvky odstraněna v době první republiky. Interiér navrhl profesor Umělecko-průmyslové školy v Praze, pražský architekt Friedrich Ohmann.
Palác byl slavnostně otevřen v březnu 1891 a dne 15. května 1891 v něm byla otevřena Jubilejní zemská výstava.

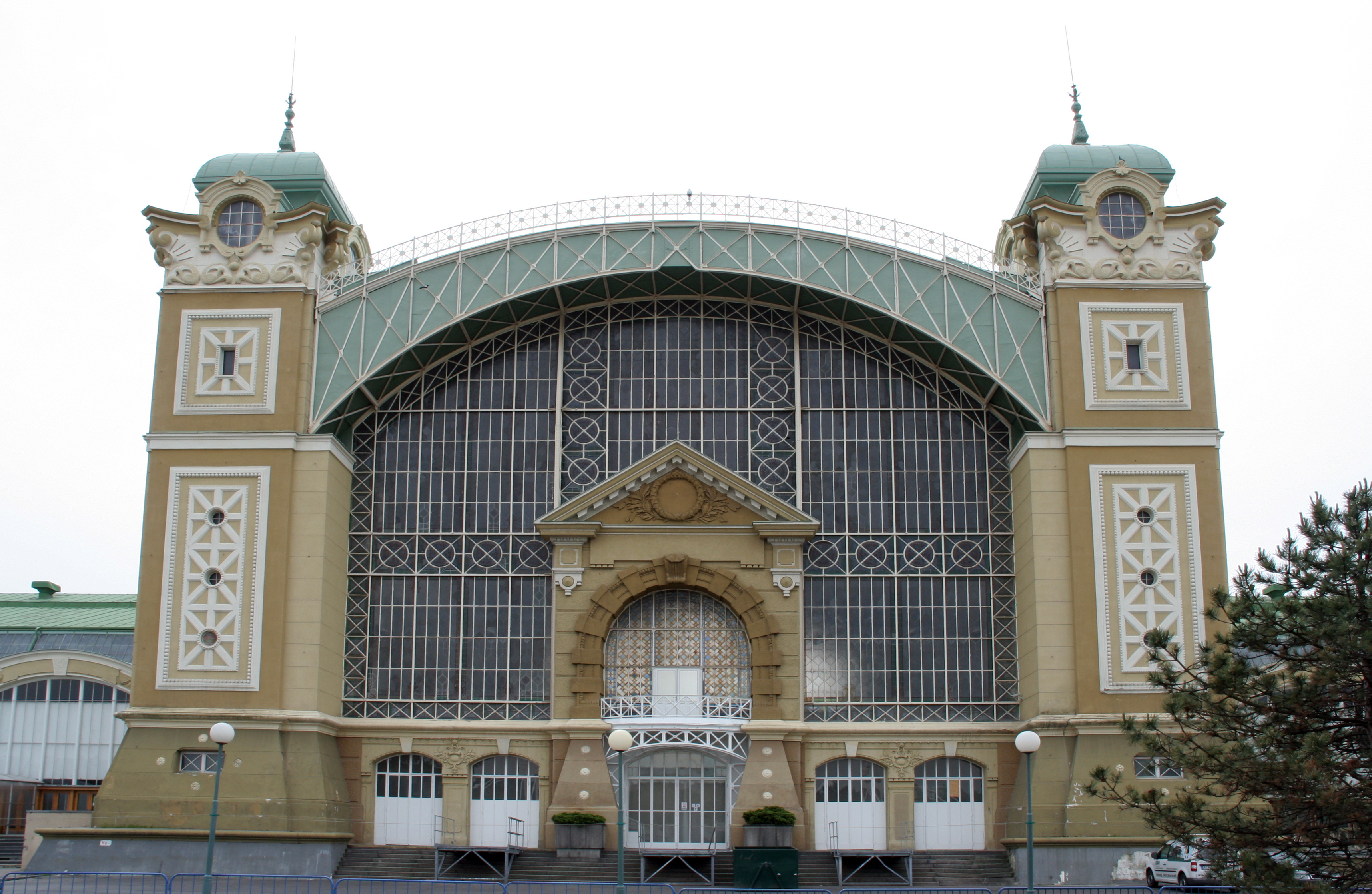
Severní průčelí s portálem
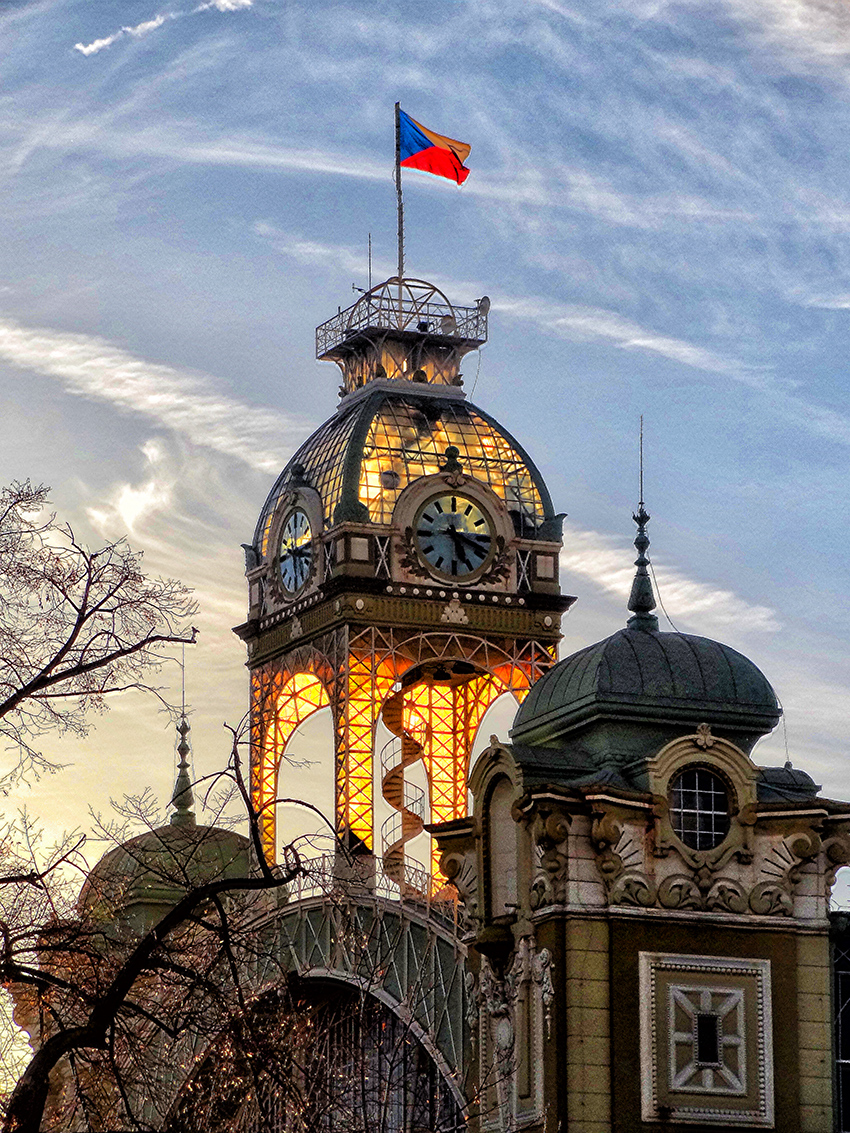
Věž s hodinami
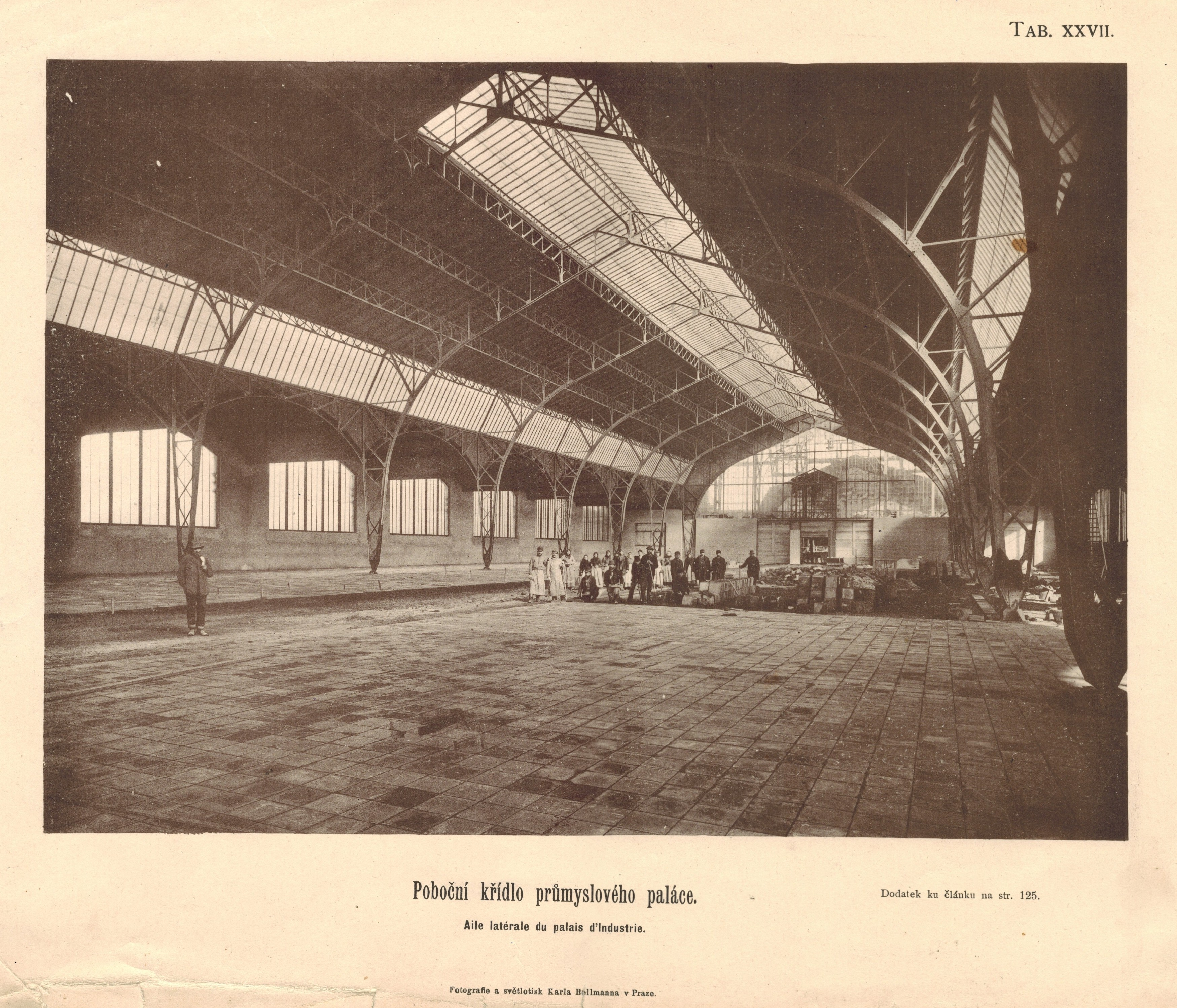
Historická fotografie vnitřku jednoho z křídel

### Sjezdový palác 1948–1990
Už v únoru 1948 se v objektu konal sjezd závodních rad a odborových organizací a svatováclavská koruna na věži paláce byla nahrazena rudou hvězdou. K přejmenování paláce na Sjezdový palác došlo současně s přejmenováním Výstaviště na Park kultury a oddechu Julia Fučíka – a to již před rekonstrukcí z let 1952–1954. V letech 1952–1954 byl objekt zrekonstruován podle projektu Pavla Smetany: z jižního průčelí paláce byl odstraněn původní majestátní portál se sochami českých velikánů (na zadní straně budovy zůstal tento portál zachován) a přistavěna jižní vstupní hala, přistavěly se nové klenby a v bočních křídlech byly umístěny busty významných českých techniků a byla zakryta ocelová konstrukce. Na severní straně byly přistavěny provozní místnosti a osový portikus.
V březnu 1968 se ve Sjezdovém paláci konalo setkání tehdejších představitelů Pražského jara s Pražany a dva dny poté se vzdal funkce prezident Antonín Novotný.
V roce 1976 prošel palác generální opravou a podařilo se přitom zachovat jeho historickou podobu.
Ačkoli byl palác tradičně využíván k výstavním účelům a různým kulturním akcím, nejuctívanějšími akcemi byly pečlivě připravované sjezdy Komunistické strany Československa. Sjezdy se zde konaly do roku 1981, než byl postaven nový Sjezdový palác, nakonec pojmenovaný jako Palác kultury.
Po roce 1989 se v paláci konaly např. knižní veletrhy. Původní název Průmyslový palác byl budově navrácen v roce 1990.

### Požár 2008

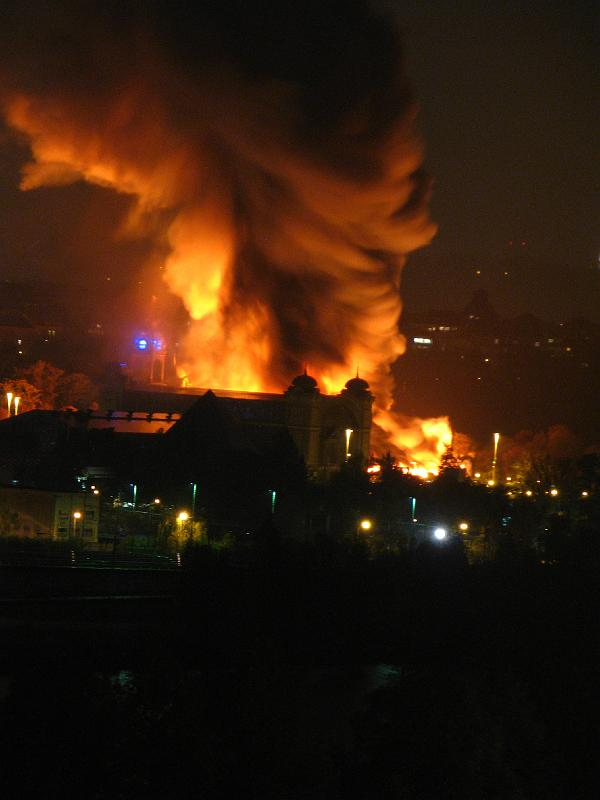
Požár Průmyslového paláce v říjnu 2008

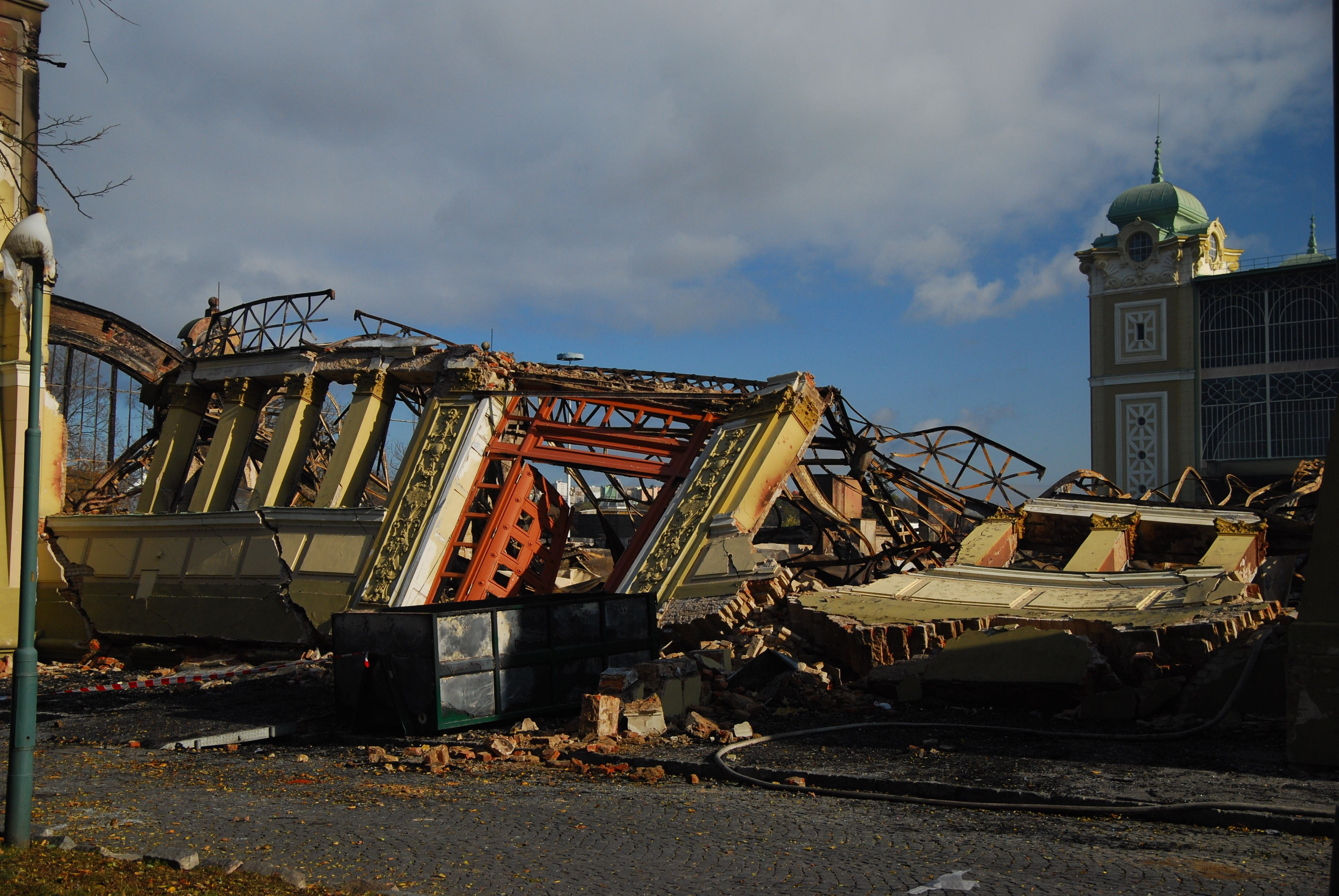
Trosky levého křídla budovy po požáru

Dne 16. října 2008 zachvátil výstavní Průmyslový palác požár, při němž úplně vyhořelo levé (západní) křídlo budovy. Podle některých úvah mohl být příčinou výbuch kyslíkové lahve, která tam byla v rámci zubařské výstavy Pragodent, jiní spekulovali o požáru modelu horkovzdušného balonu. Oheň byl uhašen zhruba za hodinu a půl, škoda dosáhla přibližně miliardy korun. Dne 13. února 2009 zveřejnila pražská policie závěr vyšetřování s konstatováním, že za požár mohl zapnutý elektrický vařič nacházející se v jednom ze stánků vystavovatelů, na kterém byly umístěny hořlavé předměty. Na místě vyhořelého křídla byl postaven provizorní stan.

### Rekonstrukce
Od roku 2008 se začalo spekulovat o tom, že by vyhořelé křídlo mohlo být dostavěno. Hlavním tématem se však rekonstrukce stala až v roce 2015 a 2016. V březnu roku 2017 Praha našla zhotovitele projektu. Stala se jím akciová společnost VPÚ DECO Praha. V září 2017 premiér Bohuslav Sobotka prohlásil, že na rekonstrukci paláce vyčlení vláda peníze.
V roce 2018 byl vypracován projekt obnovy, v létě 2019 získala Praha na rekonstrukci stavební povolení. Rekonstrukce paláce a dostavba levého křídla začala 1. února 2022, více než 13 let po požáru. Rekonstrukce má dle plánů skončit roku 2025. Hlavní město Praha má za rekonstrukci zaplatit tři miliardy korun. Kromě obnovy samotného levého křídla je součástí rekonstrukce také oprava a rekonstrukce zbytku Průmyslového paláce (ocelové konstrukce, vitráže, odstranění socialisticko-realistické přestavby, obnova jižního portálu, hodinové věže, návrat Svatováclavské koruny na věž, atd.) a vybudování podchodu pod střední částí. Levé křídlo bude obnoveno s odhalenou svařovanou konstrukcí (s imitacemi nýtů), zatímco pravé křídlo zůstane v podobě po rekonstrukci z padesátých let 20. století.

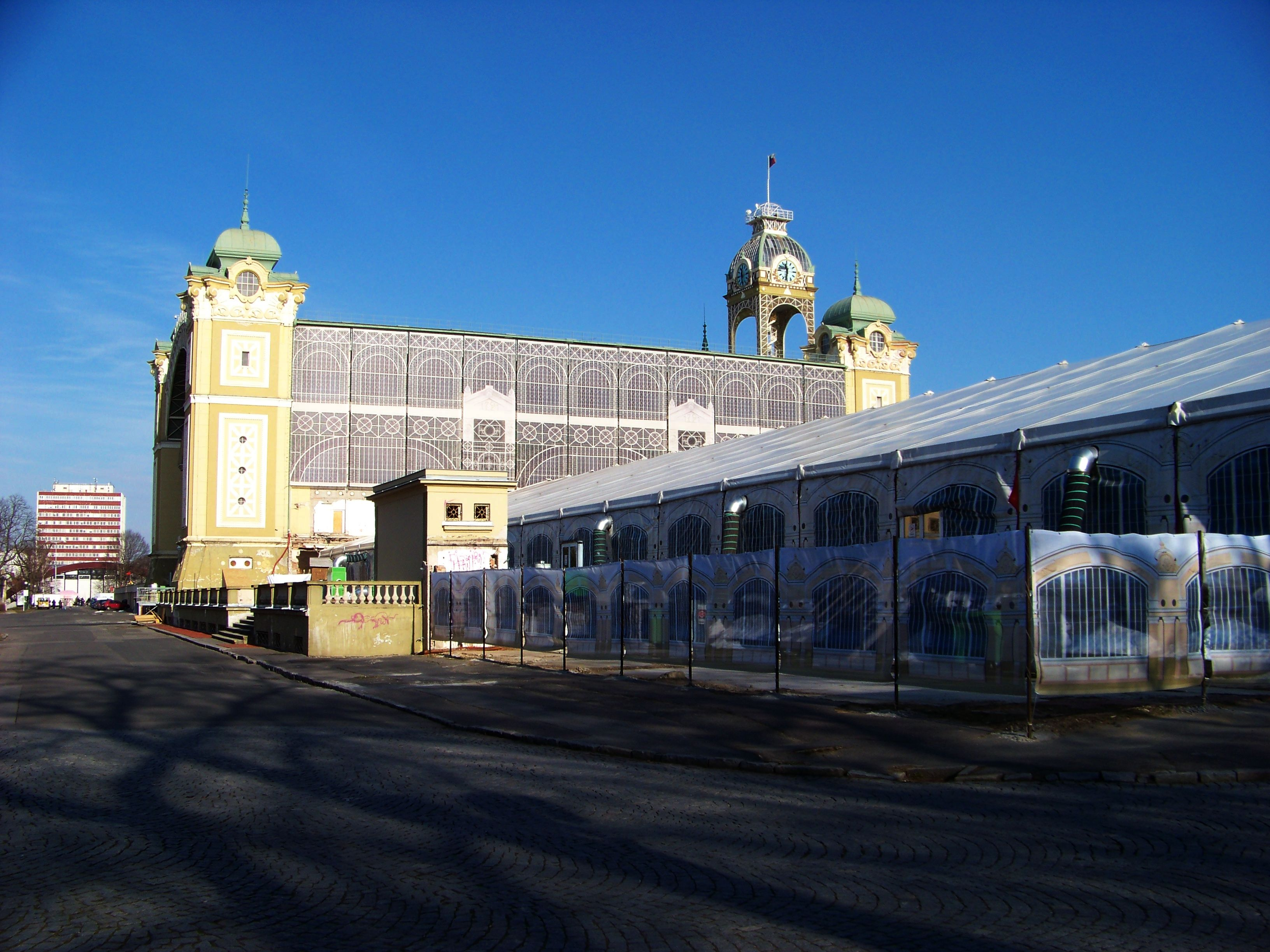
Provizorní stan na místě vyhořelého křídla
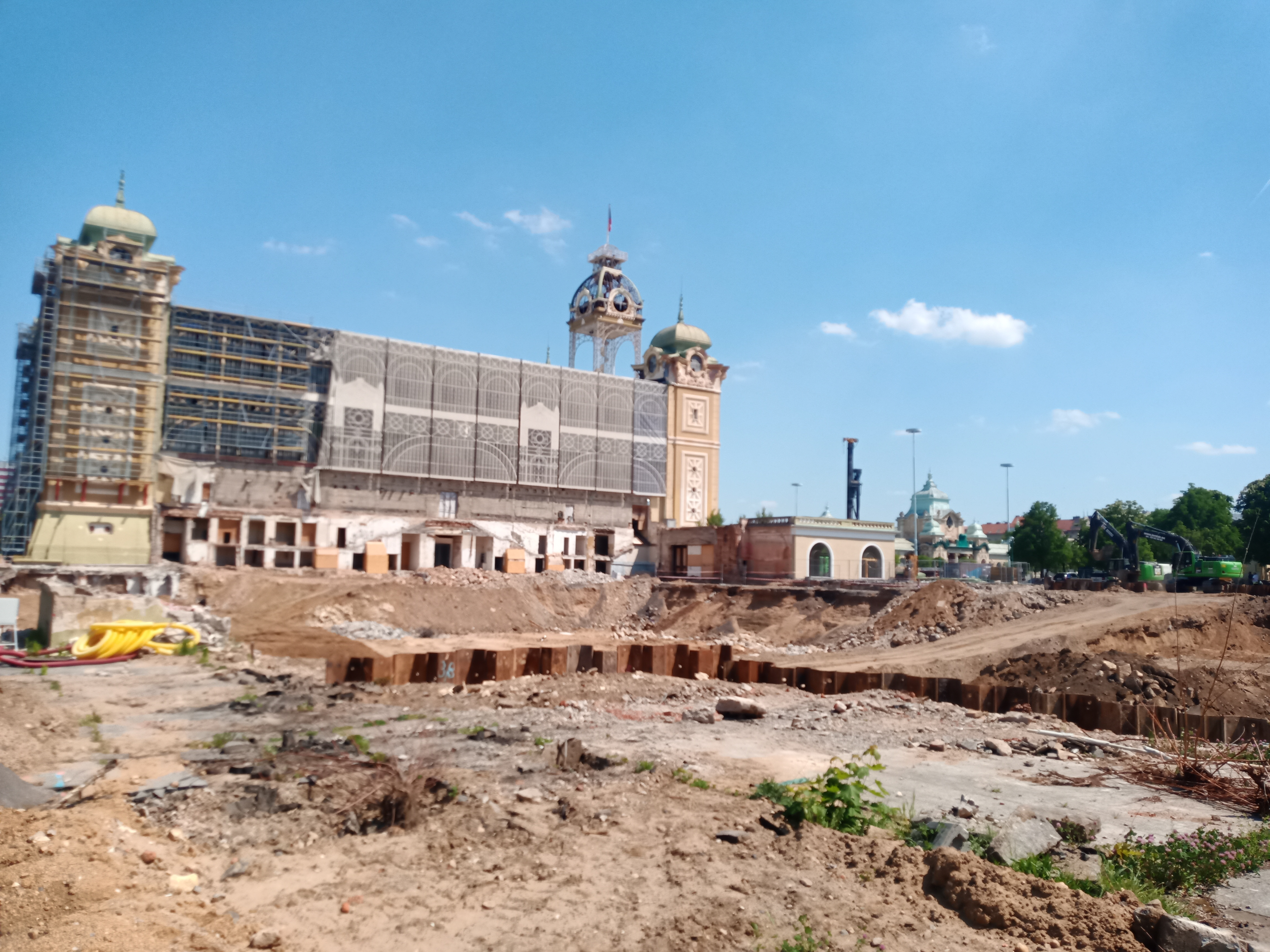
Staveniště v květnu 2022
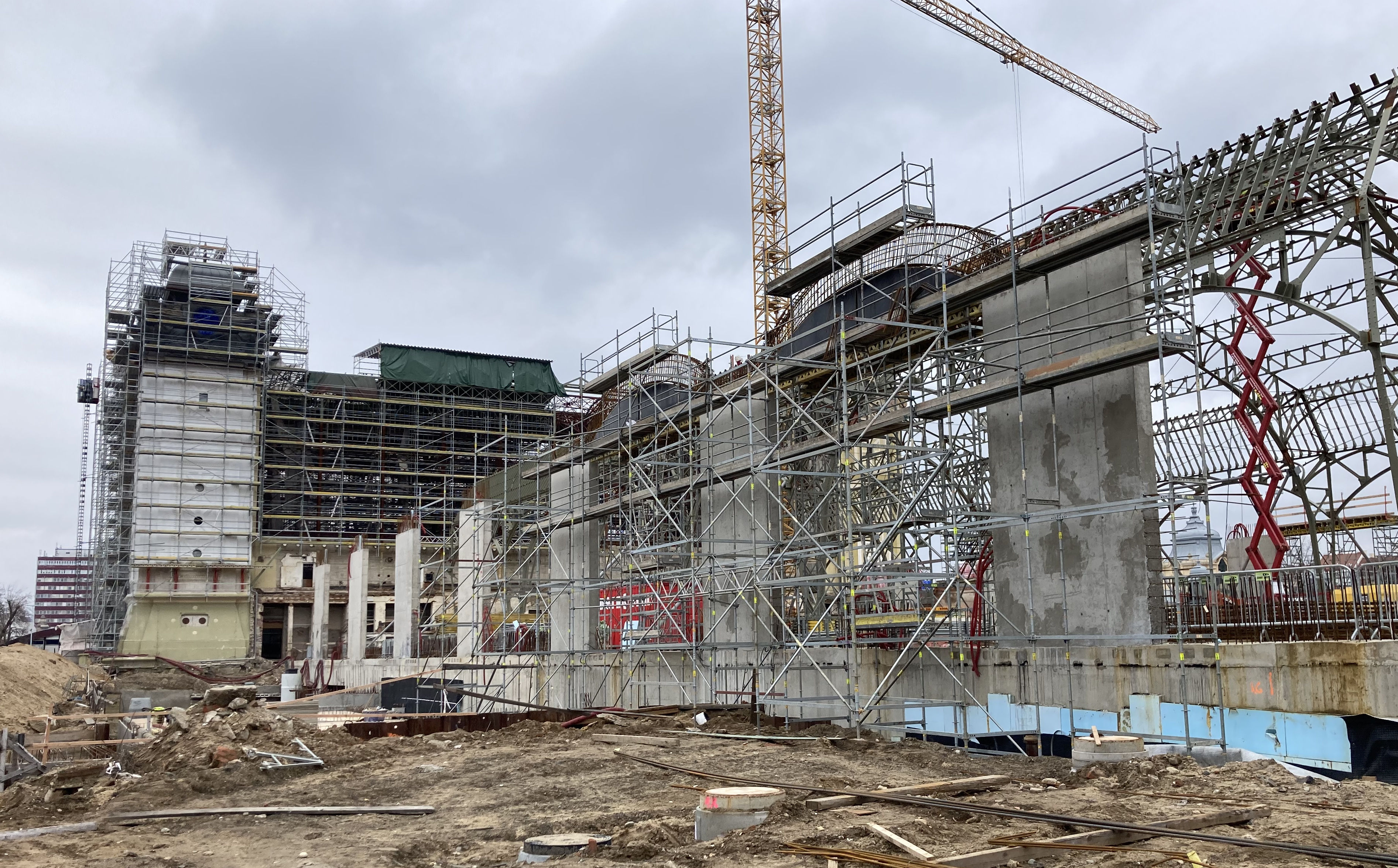
Staveniště v únoru 2024
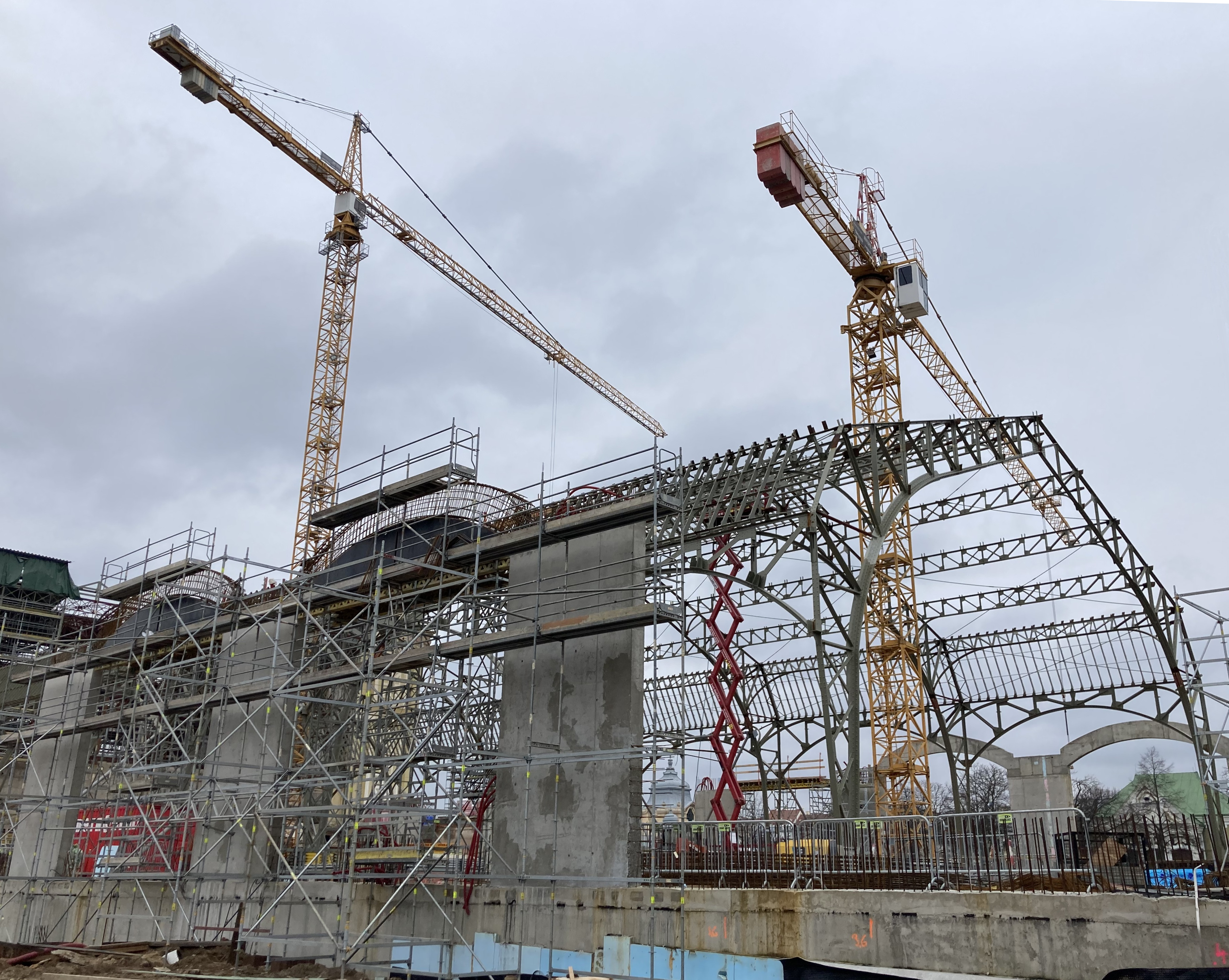
Stavba levého křídla v únoru 2024

### Vichřice Herwart
Dne 29. října 2017 strhla vichřice Herwart část střechy. Palác byl ihned evakuován a nedošlo k žádným vážným zraněním. Kvůli tomu byl zrušen uvnitř konaný festival Designblok.

## Zajímavost
Dne 11. března 1994 měla v Průmyslovém paláci vystoupit grungeová skupina Nirvana v rámci svého evropského turné. Koncert však byl zrušen kvůli Cobainově kolapsu v Římě.